# Association Sportive Dragon
L’Association Sportive Dragon è una società calcistica di Tahiti. Milita nella Tahiti Division Fédérale, la massima divisione del campionato nazionale.
Ha vinto due campionati di Tahiti e ha partecipato a due edizioni dell'OFC Champions League, la coppa dei Campioni dell'Oceania, senza riuscire a superare la fase a gironi.
I colori sociali sono l'Arancio e il Blu.

## OFC competitions
- 2012/2013: Eliminata fase a gruppi (3a nel gruppo B)
- 2013/2014: Eliminata fase a gruppi (3a nel gruppo B)

## Palmarès
- Tahiti Division Fédérale: 3

2012, 2013, 2017
- Tahiti Cup: 3

1997, 2001, 2004

## Rosa 2012/2013
al 15 giugno 2013
| N. |                   | Ruolo | Calciatore           |
| -- | ----------------- | ----- | -------------------- |
| 1  | Tahiti (bandiera) | P     | Mickaël Roche        |
| 2  | Tahiti (bandiera) | D     | Alexis Mauri         |
| 3  | Tahiti (bandiera) | D     | Sebastien Gairin     |
| 4  | Tahiti (bandiera) | D     | Tamatoa Wagemann     |
| 5  | Tahiti (bandiera) | C     | Henri Caroine        |
| 6  | Tahiti (bandiera) | D     | Kevin Gaudin         |
| 7  | Tahiti (bandiera) | C     | Efraín Araneda       |
| 8  | Tahiti (bandiera) | D     | Yannick Vero         |
| 9  | Tahiti (bandiera) | A     | Samuel Hnayine       |
| 10 | Tahiti (bandiera) | A     | Raimana Li Fung Kuee |
| 11 | Tahiti (bandiera) | C     | Andre Teikihakaupoko |
| 13 | Tahiti (bandiera) | A     | Steevy Chong Hue     |
| 14 | Tahiti (bandiera) | C     | Matatia Paama        |

| N. |                    | Ruolo | Calciatore              |
| -- | ------------------ | ----- | ----------------------- |
| 15 | Tahiti (bandiera)  | C     | Heimano Bourebare       |
| 16 | Tahiti (bandiera)  | D     | Edson Lemaire           |
| 17 | Tahiti (bandiera)  | C     | Sylvain Graglia         |
| 19 | Tahiti (bandiera)  | D     | Vincent Simon           |
| 20 | Tahiti (bandiera)  | C     | Torea Maruoi            |
| 21 | Tahiti (bandiera)  | C     | Alessandro Vallar       |
| 22 | Tahiti (bandiera)  | D     | Nicolas Vallar          |
| 24 | Francia (bandiera) | A     | Jonathan Cabale         |
| 25 | Tahiti (bandiera)  | A     | Heremana Teikiteepupuni |
| 30 | Tahiti (bandiera)  | A     | Rupea Lambert           |
| 32 | Tahiti (bandiera)  | P     | Franck Revel            |
| 33 | Tahiti (bandiera)  | D     | Marama Pito             |
| 99 | Egitto (bandiera)  | P     | Yasser Diayb            |